# 陳爾翼
陳爾翼（1592年3月11日—?），字君口，别号襄範，浙江紹興府山陰縣人。万历四十四年（1616）进士。

## 生平
壬辰年正月二十九日生。萬曆四十三年（1615年）乙卯科應天府鄉試舉人，次年联捷丙辰科廷試三甲一百五十三名進士。工部觀政。授南昌县知县，天啓二年（1622年）四月考选，授工科给事中，三年八月出任广东布政司右参议。五年三月以荐起补礼科给事中，七年七月升吏科右，八月以鹵簿告成加级，官至吏科都给事中，九月崇祯即位，升太常寺少卿。崇祯二年（1629年）四月以阉党被削籍。

## 引用
1. ↑  《萬曆四十四年丙辰科進士序齒録》